# باشگاه فوتبال آنکونا
باشگاه فوتبال آنکونا (به ایتالیایی: A.C. Ancona) باشگاه فوتبال ایتالیایی است که در شهر آنکونا قرار دارد.
این باشگاه در سال ۱۹۰۵ تأسیس شده‌است.